# HD 191174
HD 191174，又名BD+63 1593，SAO 18692、HR 7695，是一颗恒星，视星等为6.26，位于銀經97.08，銀緯16.64，其B1900.0坐标为赤經20h 3m 29.2s，赤緯+63° 16.64′ 8″。